# IZY
IZY는 프랑스와 벨기에의 저가 고속철도 브랜드 이름으로 프랑스와 벨기에를 오가는 국제 고속열차를 운행하고 있다. 프랑스의 철도 기업인 SNCF가
60%의 지분을 보유하고 있으며 벨기에 국철이 40% 지분을 보유하고 있다. 탈리스의 모기업으로 2016년 3월 1일에 언론에 발표되었고 같은 해 4월 3일부터 운행에 들어갔다.

## 개요
탈리스는 SNCF의 자회사인 OUIGO 서비스에 성공하면서 유로라인, 메가버스, 블라블라카 풀서비스에 대항하기 위해 저가 고속철도를 설립했다. IZY는 SNCF에서 SNCF TGV 레조 고속열차 2편성을 임대해 운행하고 있다.

## 특징

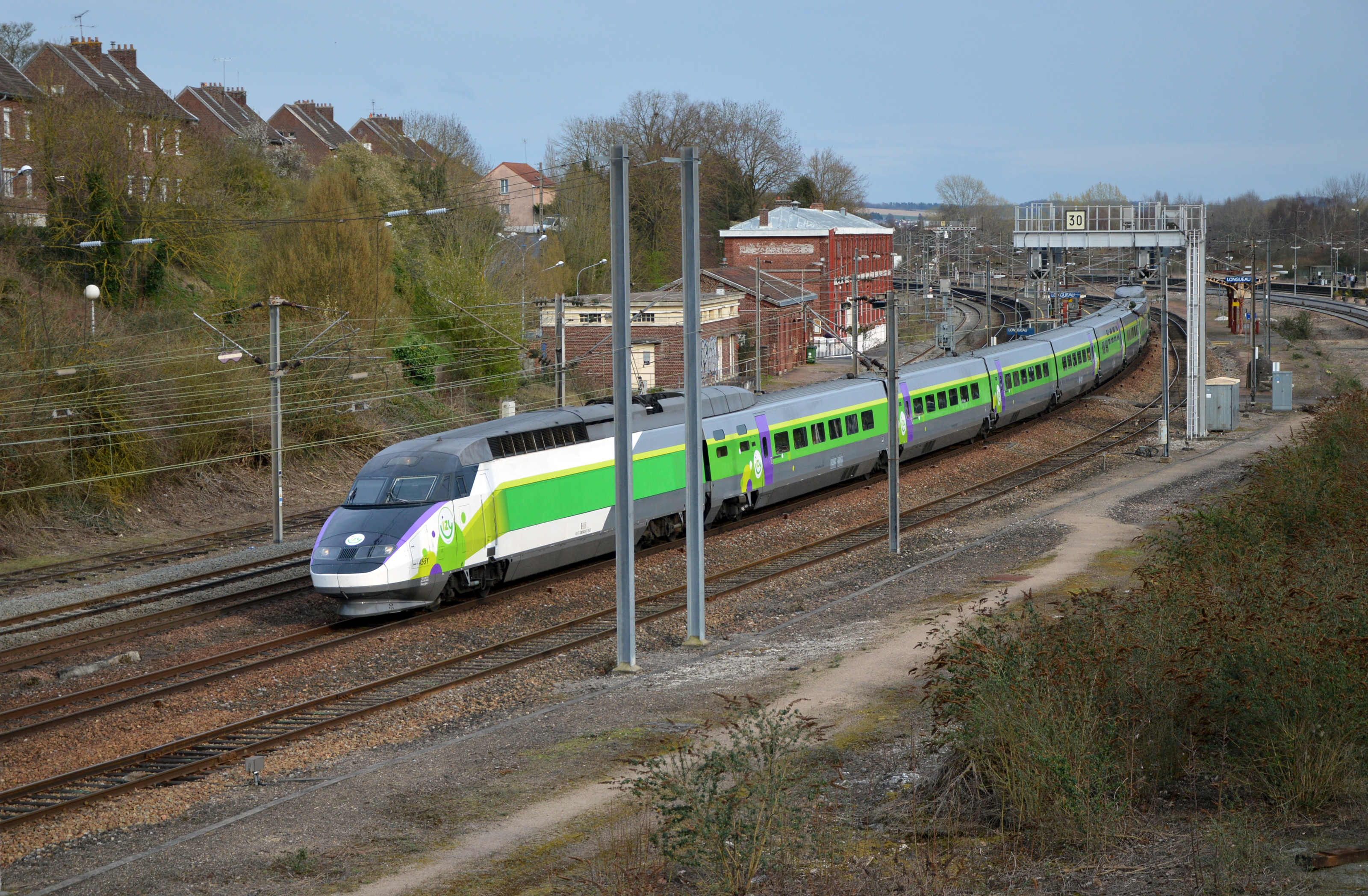
IZY 열차 운행

유럽의 저가 항공사인 라이언에어, 이지젯을 기반으로 하는 서비스를 제공하고 있다.
- 열차표의 경우 전용 사이트나 모바일 앱을 통해 인터넷으로 구입이 가능하며 차표 기계, 차표 카운터 또는 탈리스 웹사이트를 통해 예약이 가능하다. 단 최소 4시간 전에 구입이 가능하며 승객이 출발하기 4일 전에 집에서 인쇄할 수 있는 열차표 메일을 받거나 모바일 앱을 사용해 전자표 주문이 가능하다.[1]
- 이 열차의 경우 직원이 적은 편으로 저가 항공사와 마찬가지로 열차의 유지 보수와 승객에게 서비스를 제공하는 편이다.[1]
- 일부 저가 항공사와 마찬가지로 수화물을 무료로 사용할 수 있으나 추가 요금이 부과된다.
- 저가 항공사와 마찬가지로 고객이 회사에 연락이 가능한 방법은 인터넷만 사용이 가능하다.[4]
- 소요 시간의 경우 2시간 8분에서 2시간 30분이 소요된다. 탈리스 서비스의 경우 1시간 22분이 소요된다. IZY 열차가 소요시간이 탈리스보다 더 걸린 이유는 LGV 노르딕 노선을 운행하지 않고 파리-릴 철도 구간을 운행하는 대신에 운임이 싼 편이다.
- 탈리스와 달리 Wi-Fi 서비스가 불가능하다.